# Denominazione di Origine Protetta

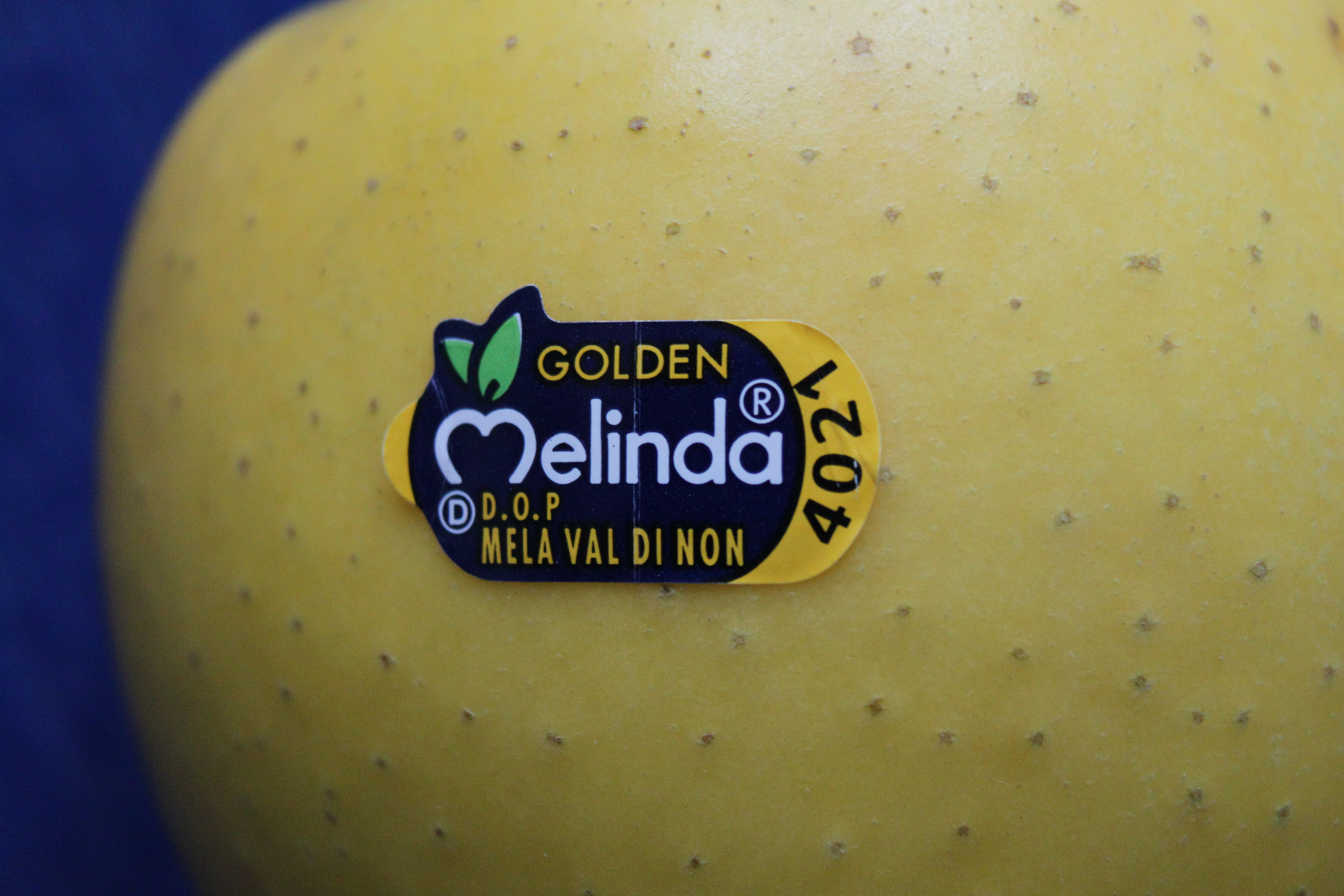
DOP-Aufkleber auf einem Apfel aus dem Nonstal

Denominazione di Origine Protetta, kurz DOP, ist das italienische Siegel für Produkte mit geschützter Herkunftsbezeichnung. Es entspricht dem französischen AOC, im EG-Recht der geschützten Ursprungsbezeichnung (g. U.).
Im Bereich der Weinvermarktung hat das DOP-Siegel seit 2009 die beiden Denominationen DOC und DOCG offiziell abgelöst. Diese bisherigen Qualitätsstufen dürfen aber nach wie vor verwendet werden, da sie Bestandsschutz haben.
Die Gliederung der italienischen Weinqualitäten lässt sich als Pyramide darstellen – mit den DOP-Qualitäten als Spitze.